# Десантні транспорти-доки типу «Сан-Антоніо»
Десантні кораблі-доки типу «Сан-Антоніо» (англ. Landing Platform Dock (LPD) San Antonio-class) повинні використовуватись ВМС США у складі Експедиційних ударних з'єднань при проведенні десантних операцій з моря підрозділів морської піхоти. Ці з'єднання мають групуватись навколо універсальних десантних кораблів класу «Восп», «Тарава», «Америка», з ескортом декількох есмінців, крейсерів, атомного підводного човна. Кораблі типу «Сан-Антоніо» у цих з'єднаннях виконуватимуть функції колишніх амфібійних вантажних кораблів (англ. Amphibious cargo ship (LKA)).
Їхні зовнішні поверхні, покриття виконані по технології Stealth. Початок будівництва (2000) десантних кораблів даного класу супроводжувався затримками через наслідки урагану, брак фінансування в час фінансової кризи (2008). З 12 запланованих одиниць збудовано 8. Згодом було профінансовано будівництво 11 кораблів, а будівництво 12 скасували через перевитрату коштів на будівництво цього класу кораблів, які повинні замінити 42 десантний корабель — 12 типу «Остін», 20 танкодесантних кораблів класу Newport, десантні кораблі Charleston, 5 Anchorage. Вартість будівництва одного корабля класу San-Antonio зросла з 750 млн. доларів у 1990-х роках до 1,3 — 1,8 млрд. доларів у 2010-х роках.

## Історія

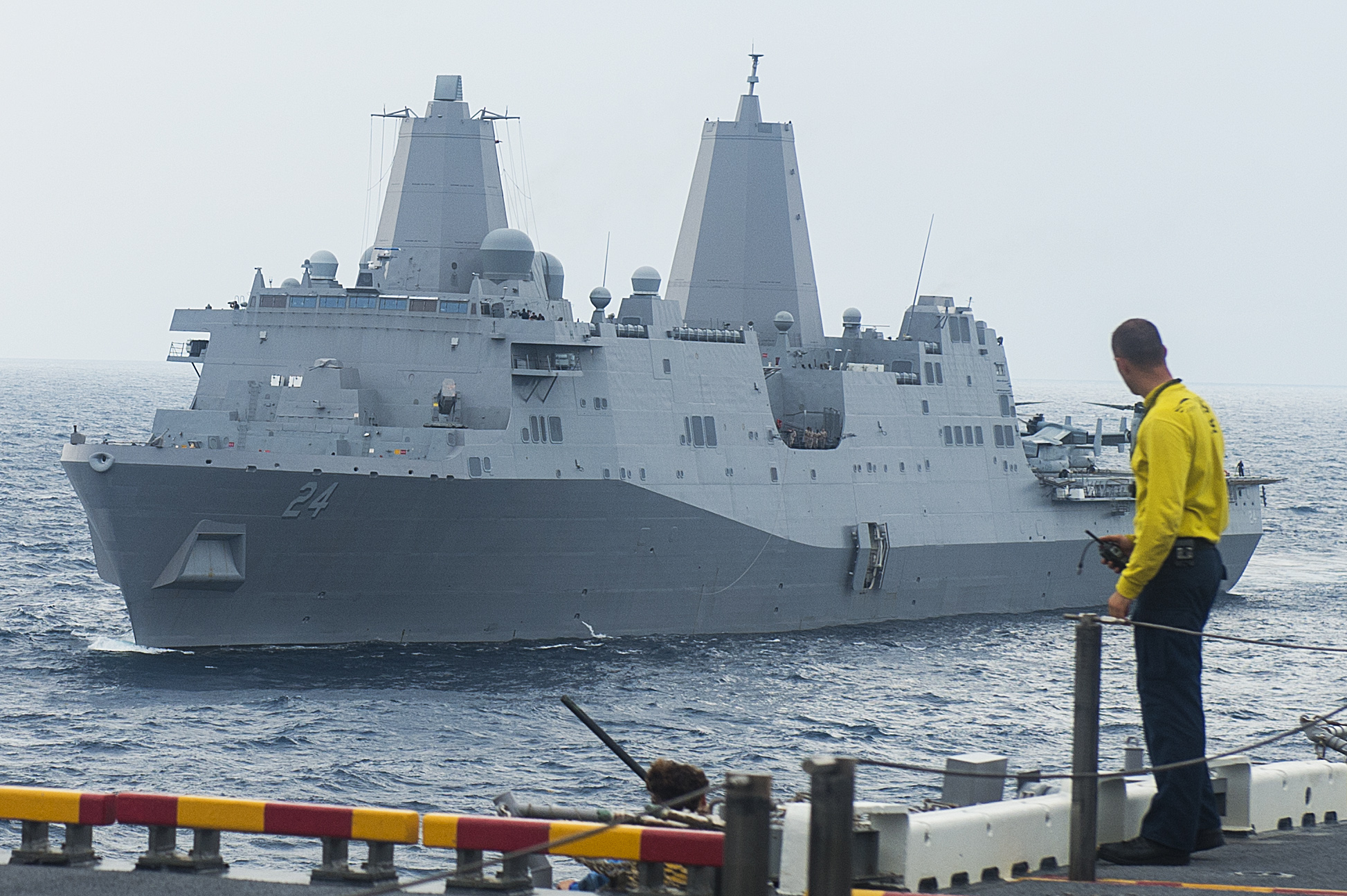
USS Arlington (LPD-24). Серпень 2014

Старт конвертоплану MV-22 Osprey з USS New York (LPD-21)

На початку 1990-х років ВМС почали розглядати концепцію побудови серії кораблів нового класу — десантних транспортів-доків, які здатні своїми засобами проводити десантування на берег вантажних і бойових машин, спорядження, яке він перевозить. Конкурс на побудову 8 таких кораблів 1996 р. виграв консорціум з 'ю Avondale Shipyard завдяки програмі їхньої комп'ютеризації. Ще 4 кораблі повинна була виготовити верф Bath Iron Works. З 1997 р. ВМС почали досліджувати нові ІТ-технології для зменшення чисельності екіпажів. З 1998 р. виявили значні проблеми з ефективністю використання комп'ютерів. Через фінансові проблеми корабельні змінювали власників, поки 2002 р. замовлення на усі кораблі даної серії не перейшли до корпорації Northrop Grumman. Головний корабель серії LPD-17 2005 р. прийняв флот із значними недоліками. Незабаром ураган Катріна пошкодив корабельні, що затримало добудову решти кораблів серії. НА LPD-17 виявлені недоліки змогли усунути в корабельні у серпні 2008 р. через брак коштів у ВМС (5 років пізніше плану). LPD-18 передали флоту 2006 р. недобудованим і він здійснив 2009 р. перший вихід в море.
Транспортні доки типа «Сан-Антоніо» задумані як універсальні кораблі-трансформери ХХІ ст., які при десантуванні можуть використовувати конвертоплани Bell Boeing V-22 Osprey, перспективні плавучі бронетранспортери EFV, десантні кораблі на повітряній подушці класу LCAC та майбутні десантні засоби. Водотоннажність класу San-Antonio (25.000 т) у 1,45 разів більший за клас Austin, але при цьому він вміщує менше морських піхотинців (екіпажі машин, що перевозяться), але має вдвічі більше місця для десантно-транспортних засобів, літаків.

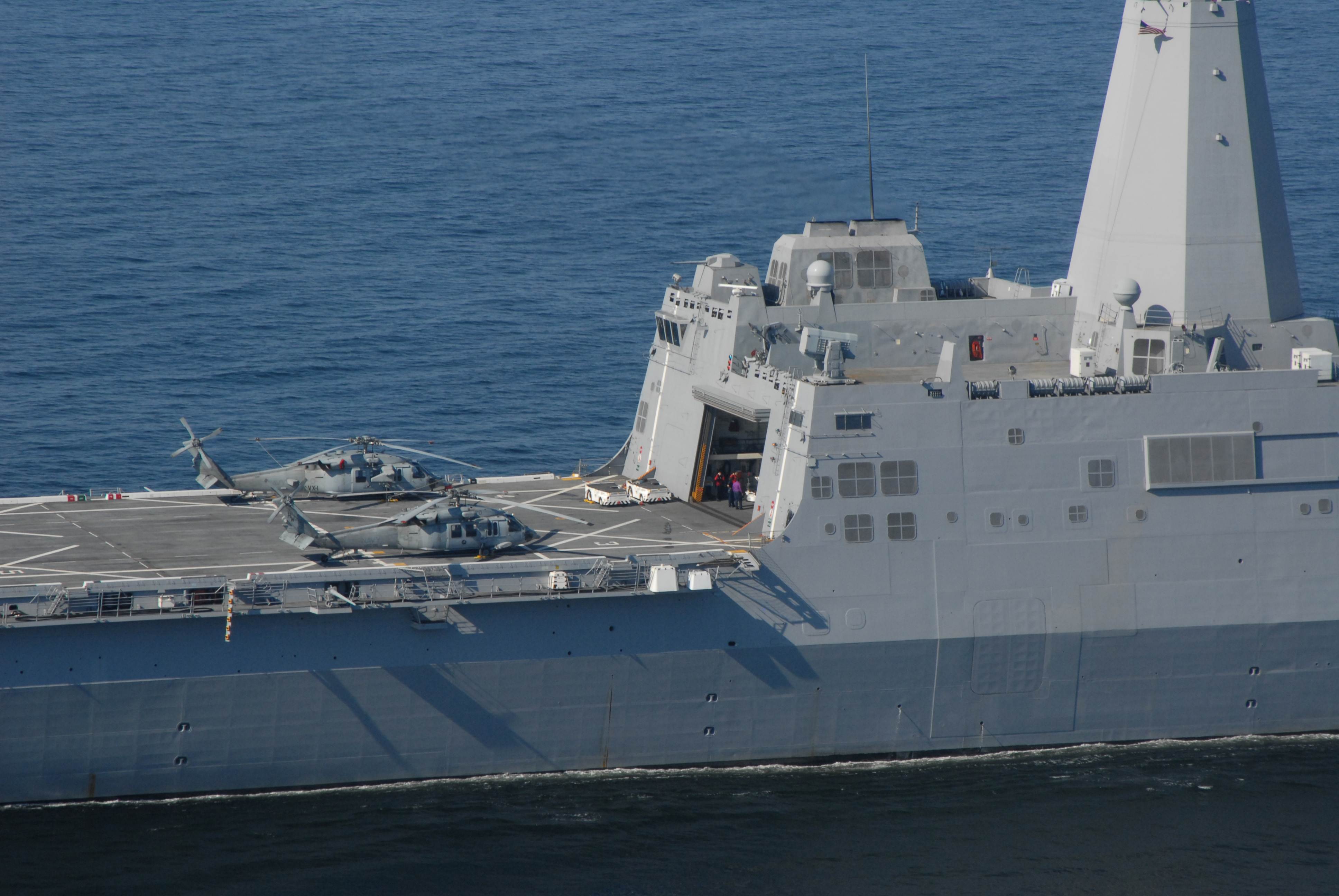
Польотна палуба і двері ангара USS Mesa Verde

Затримки з будівництвом кораблів типу «Сан-Антоніо» змушують продовжити термін використання кораблів, які вони повинні замінити (кораблі Austin-класу 40 років). Ця затримка негативно впливає на впровадження нових систем зброї, умови перевезення десанту. Крім того можуть виникнути проблеми з нестачею кораблів, адже 12 старих кораблів вже виведені зі складу флоту. Десантні платформи класу San-Antonio повинні перебувати у складі флоту до середини ХХІ ст.

## Найменування

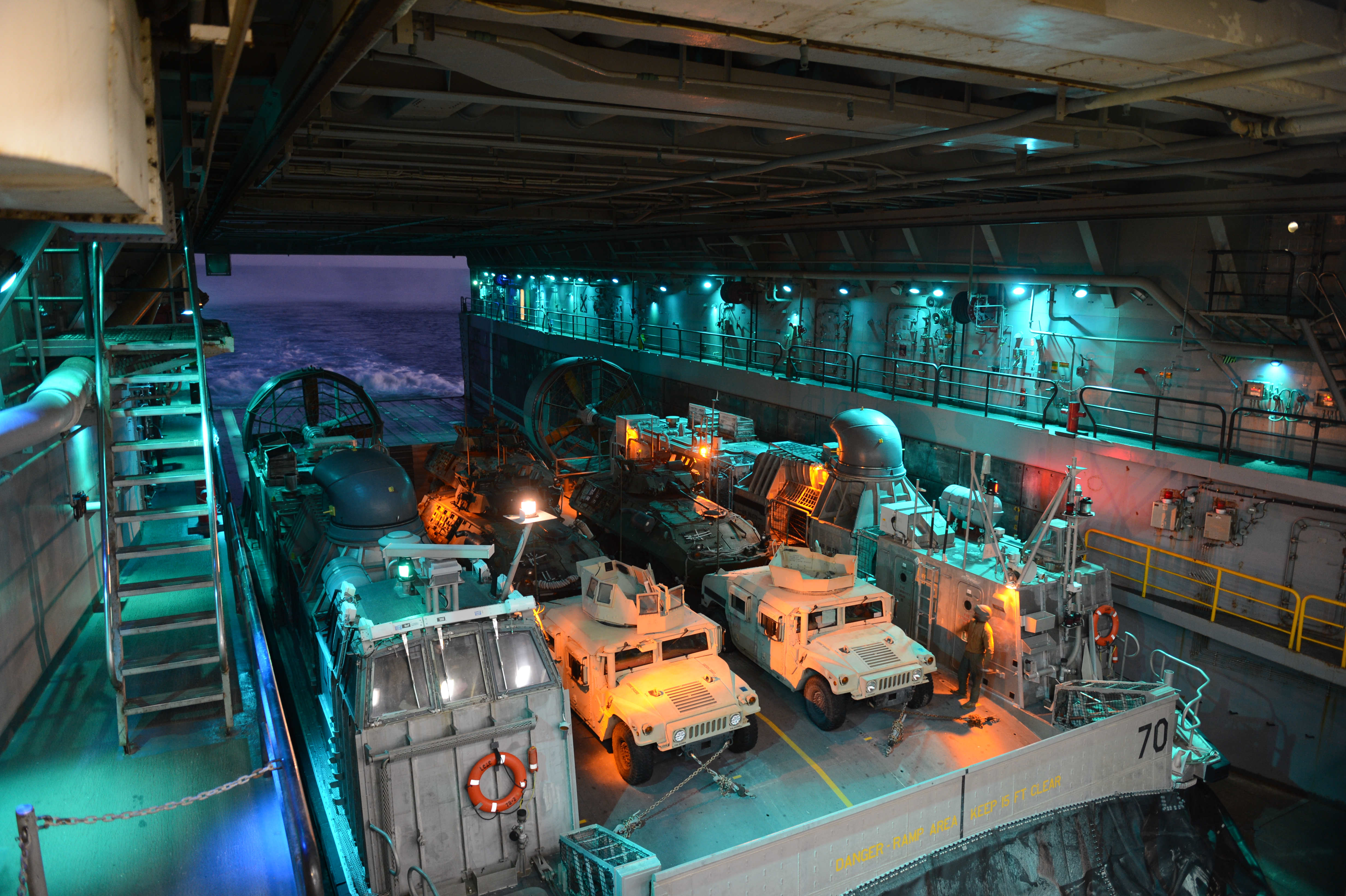
Транспортний док LCAC у затоплюваній палубі USS Mesa Verde (LPD 19)

Кораблі даної серії планували назвати на честь міст США. Але LPD-19 USS Mesa Verde назвали на честь національного парку Меса-Верде. Після терористичних актів 11 вересня 2001 року LPD-21 назвали на честь штату Нью-Йорк. У форштевні корабля використано 7,5 т переплавленого металу з руїн Всесвітнього торгового центру. На згадку жертв терористичного акту LPD-24 назвали Arlington County, де терористи атакували Пентагон, LPD-25 Somerset County, де впав літак United-Airlines-Flug 93. LPD-26 назвали на честь колишнього морського піхотинця Джона Мирта.

## Конструкція

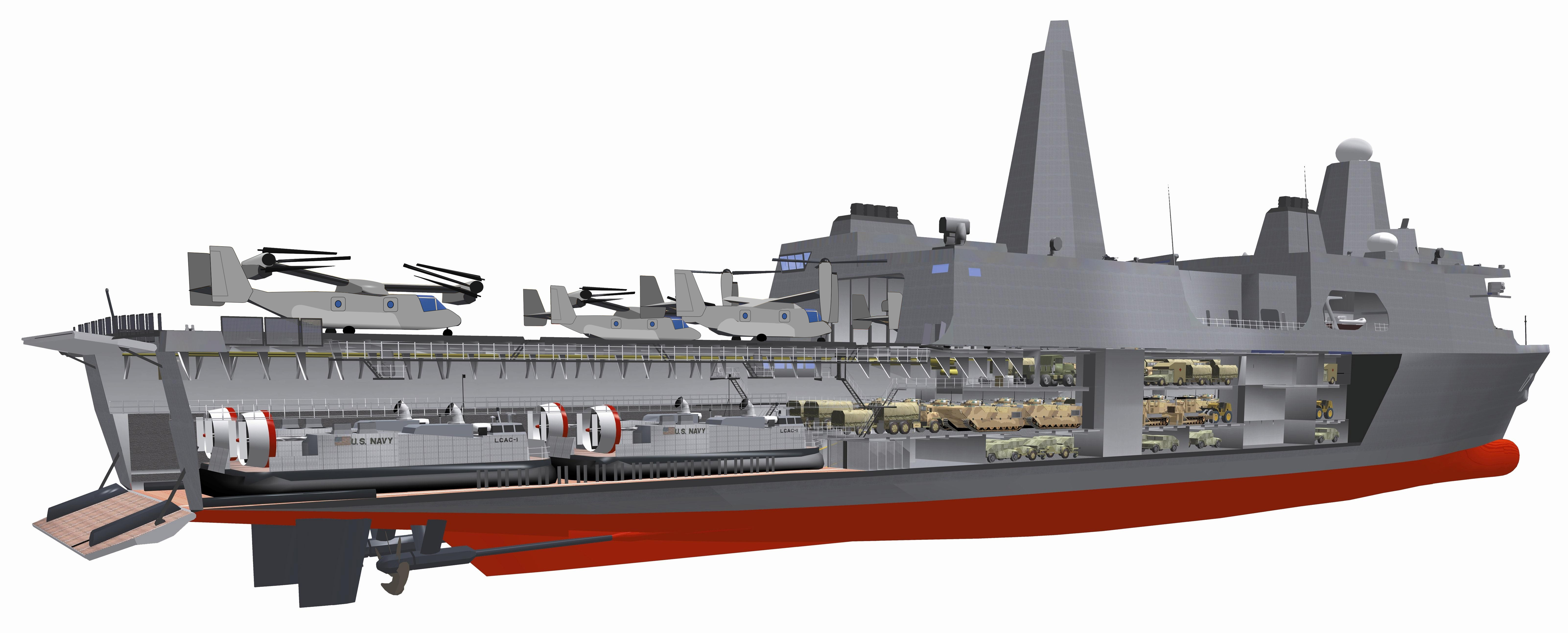
Розріз кораблів типу «Сан-Антоніо»

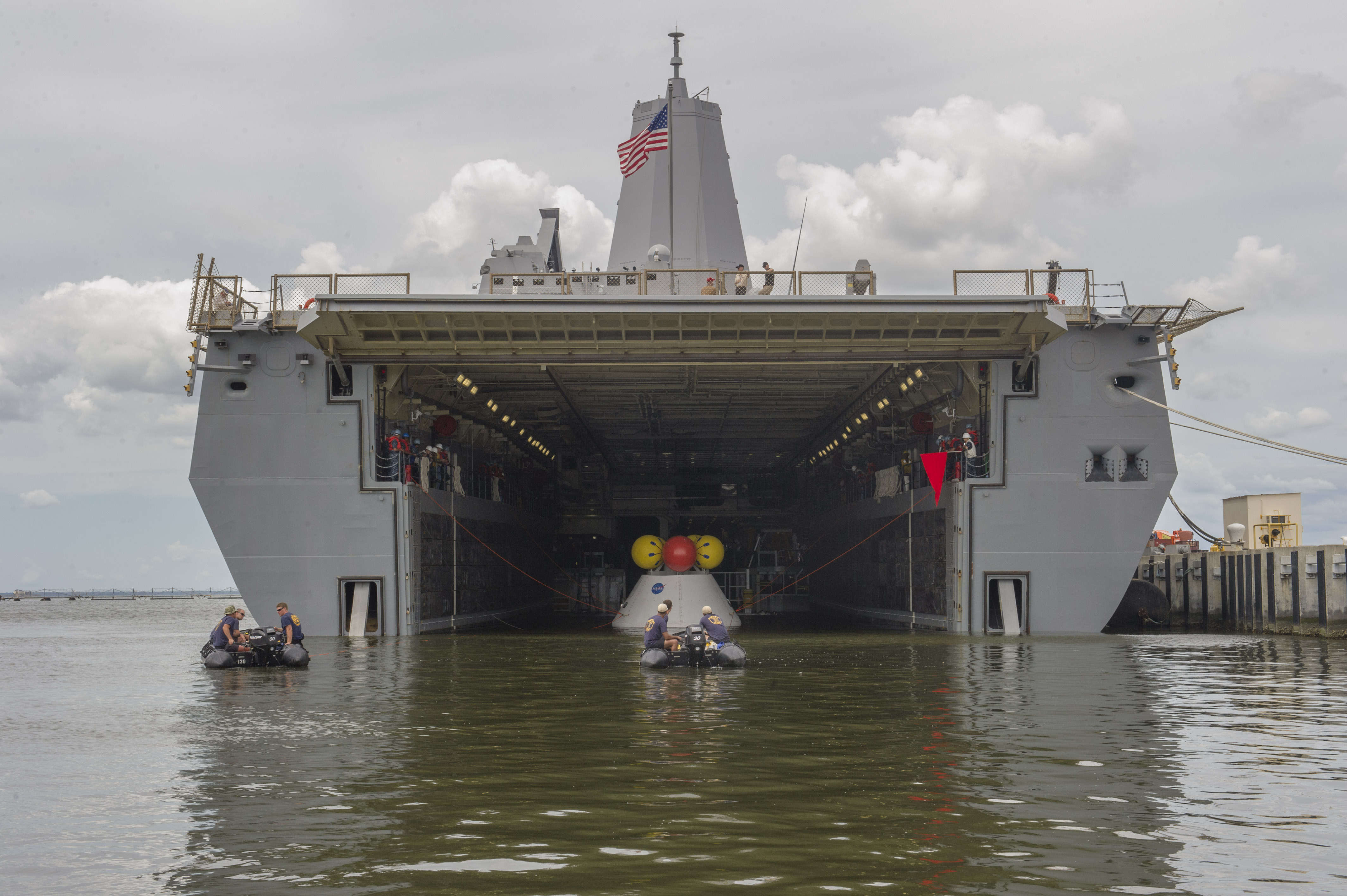
Затоплювана палуба з відкритою кормовою апареллю

Корпус кораблів має макс. водотоннажність 25.000 т занурення 7 м, довжину 208,5 м і ширину 31,9 м, достатню для проходження Панамського каналу. Корпус, надбудови виготовлені з сталі, верхні частини з композитних матеріалів. На основі досвіду побудови корабля Sea Shadow, есмінців класу Arleigh Burke борти виконали з нахилом для зменшення ЕПР. Однак у конструкції є зони із збільшеним відбиттям сигналів РЛС, які командування ВМФ намагається усунути при модифікації кораблів.
Значну частину корабля займає злітна палуба і ангар для гелікоптерів — 2×Boeing-Vertol CH-46, чи 3×Bell AH-1 Cobra (3×Sikorsky S-65), чи 1×Bell Boeing V-22 Osprey. При потребі на палубу може сісти для дозаправки AV-8B Harrier II.
У кормі розміщена затоплювана палуба з апареллю, де можуть перевозитись 2×LCAC чи 1×десантний катер. Також тут можна розмістити 12×AAV-P7 або 12×EFV. У середній і передній частинах корабля на трьох палубах площею 2300 м³ можна розмістити 14×AAV-P7, ще 700 м³ призначено для боєприпасів, 1200 м³ для палива транспортних засобів.
Чотири дизелі Fairbanks-Morse з турбонаддувом потужністю 2×41.600 к.с. через два редуктори приводять у рух два гребні гвинти. Також встановлено 5 × дизель-генераторів Caterpillar по 2500 кВт.

## Озброєння

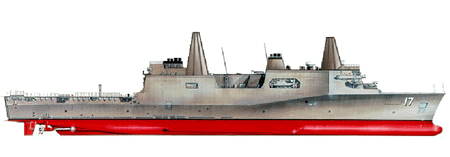
Схема корабля типу «Сан-Антоніо»

На носі і кормі розміщено 2×30-мм модифікацію гармати M242 Bushmaster, проти невеликих цілей на близькій відстані. Для захисту від ворожих ракет розміщено 2×RIM-116 Rolling Airframe Missile. Було заплановано розмістити системи вертикального запуску для ракет RIM-162 ESSM. Згодом їх через певні проблеми не встановили на перших кораблях, хоча місце для них зарезервовано. Електронна система AN/SLQ-32 призначена для радіоелектронного захисту, а AN/SLQ-25 Nixie для боротьби з ворожими торпедами. Для захисту від самонавідних теплових боєголовок ракет передбачено системи Mark 36 SRBOC (англ.).

## Екіпаж
На кораблі може розміститись 360 членів екіпажу (28 офіцерів) і 699 морських піхотинців (66 офіцерів). При екстрених ситуаціях розміщується 800 піхотинців. Тут є 2 операційні, шпиталь на 24 особи, тренажерний зал.

## Кораблі типу «Сан-Антоніо»
|    |                          |        |                |                   |                       |                    |          |  |
| №  | Назва                    | Номер  | Корабельня     | Спуск на воду     | Порт приписки         | Зачислено до флоту | Списаний |  |
| 1  | «Сан-Антоніо»            | LPD-17 | Avondale, La   | 12 липня 2003     | Норфолк, Вірджинія    | 14 січня 2006      | діючий   |  |
| 2  | «Новий Орлеан»           | LPD-18 | Avondale, La   | 11 грудня 2004    | Сан-Дієго, Каліфорнія | 10 березня 2007    | діючий   |  |
| 3  | «Меса Верде»             | LPD-19 | Ingalls, Miss. | 19 листопада 2004 | Норфолк, Вірджинія    | 15 грудня 2007     | діючий   |  |
| 4  | «Грін Бей»               | LPD-20 | Avondale, La   | 11 серпня 2006    | Сан-Дієго, Каліфорнія | 24 січня 2009      | діючий   |  |
| 5  | «Нью-Йорк»               | LPD-21 | Avondale, La   | 19 грудня 2007    | Майпорт, Флорида      | 7 листопада 2009   | діючий   |  |
| 6  | «Сан-Дієго»              | LPD-22 | Ingalls, Miss. | 7 травня 2010     | Сан-Дієго, Каліфорнія | 19 травня 2012     | діючий   |  |
| 7  | «Анкоридж»               | LPD-23 | Avondale, La   | 12 лютого 2011    | Сан-Дієго, Каліфорнія | 4 травня 2013      | діючий   |  |
| 8  | «Арлінгтон»              | LPD-24 | Ingalls, Miss. | 23 листопада 2010 | Норфолк, Вірджинія    | 8 лютого 2013      | діючий   |  |
| 9  | «Сомерсет»               | LPD-25 | Avondale, La   | 14 квітня 2012    | Сан-Дієго, Каліфорнія | 1 березня 2014     | діючий   |  |
| 10 | «Джон Мурта»             | LPD-26 | Ingalls, Miss. | 30 жовтня 2014    | Сан-Дієго, Каліфорнія | 11 серпня 2016     | діючий   |  |
| 11 | «Портленд»               | LPD-27 | Ingalls, Miss. | 13 лютого 2016    | Сан-Дієго, Каліфорнія | 21 квітня 2018     | діючий   |  |
| 12 | «Форт-Лодердейл»         | LPD-28 | Ingalls, Miss. | 28 березня 2020   |                       | будується          | діючий   |  |
| 13 | «Річард Маккул-молодший» | LPD-29 | Ingalls, Miss. | 7 січня 2022      |                       |                    | діючий   |  |
| 14 | «Гаррісбург»             | LPD-30 | Ingalls, Miss. | замовлений        |                       |                    | діючий   |  |
| 15 | «Піттсбург»              | LPD-31 | Ingalls, Miss. | замовлений        |                       |                    | діючий   |  |
| 16 | «Філадельфія»            | LPD-32 | Ingalls, Miss. | замовлений        |                       |                    | діючий   |  |